# Benasau
Benasau és una població del País Valencià a la comarca del Comtat.

## Història
Població d'origen musulmà. Fou ocupada a mitjans del segle xiii per Jaume I. Lloc de moriscos que amb la sublevació d'Al-Azraq i la subsegüent expulsió, gairebé es va despoblar. L'any 1609 tenia uns 145 habitants (benasauers). A partir del 1535 entrà a formar part de la rectoria d'Alcoleja, de la qual es va separar posteriorment.

## Demografia i economia
La població, amb 728 habitants el 1860, ha minvat fins als 178 del 2011, i s'observa emigració vers els nuclis industrials més propers com Alcoi i Cocentaina.
| Població | 682 | 678 | 651 | 516 | 493 | 478 | 481 | 470 | 397 | 341 | 253 | 221 | 189 | 222 | 210 | 178 |

## Geografia
Ubicat en un terreny molt esquerp, compta amb paratges com Ares del Bosc, despoblat morisc o el naixement del riu Frainós. Altres excursions són les que, per la serra Serrella, ens acosten fins a la Coveta de les Tres Creus o a la Fonteta Picó. El seu terme té 9,0 km².

## Edificis d'interés
El seu patrimoni es concreta en:
- Església de Sant Pere. Del segle xviii, restaurada recentment.
- La torre del Palau dels Barons de Finestrat. És l'única construcció que roman del que hagué de ser un palau fortificat.
- Ermita de santa Maria dels Àngels d'Ares. S. XVII – XVIII.

## Gastronomia
El seu plat típic és la pericana.

## Política i govern

### Alcaldia
Des de 2019 l'alcalde de Benasau és Raúl Dalmau Aliaga del Partit Popular (PP).
| Període                       | Alcalde o alcaldessa    | Partit polític | Data de possessió | Observacions |
| ----------------------------- | ----------------------- | -------------- | ----------------- | ------------ |
| 1979–1983                     | Rafael Grau Ivorra      | UCD            | 19/04/1979        | --           |
| 1983–1987                     | Rafael Grau Ivorra      | AP-PDP-UL-UV   | 28/05/1983        | --           |
| 1987–1991                     | Rafael Grau Ivorra      | AP             | 30/06/1987        | --           |
| 1991–1995                     | Rafael Grau Ivorra      | PP             | 15/06/1991        | --           |
| 1995–1999                     | Rafael Grau Ivorra      | PP             | 17/06/1995        | --           |
| 1999–2003                     | Vicente Cantó García    | AJB            | 03/07/1999        | --           |
| 2003–2007                     | Maria Glòria Oltra Grau | BLOC           | 14/06/2003        | --           |
| 2007–2011                     | Nieves Mas Gadea        | PSPV-PSOE      | 16/06/2007        | --           |
| 2011–2015                     | Nieves Mas Gadea        | PSPV-PSOE      | 11/06/2011        | --           |
| 2015–2019                     | Maria Pilar Grau Oltra  | FP-FB          | 13/06/2015        | --           |
| 2019-2023                     | Raúl Dalmau Aliaga      | PP             | 15/06/2019        | --           |
| Des de 2023                   | n/d                     | n/d            | 17/06/2023        | --           |
| Fonts: Generalitat Valenciana |                         |                |                   |              |

### Eleccions municipals de 2015
| Candidatura | Candidatura                               | Cap de llista           | Vots | Regidors | % vots |
| ----------- | ----------------------------------------- | ----------------------- | ---- | -------- | ------ |
|             | Fem poble. Fem Benasau: Acord Ciutadà     | Alberto Company Company | 89   | 5        | 76,07% |
|             | Partit Popular de la Comunitat Valenciana | Ana Isabel Ruiz Gálvez  | 15   | -        | 12,82% |
| Total       | Total                                     | 122                     | 122  | 5        | 85,31% |